# Paul Traugott Meißner

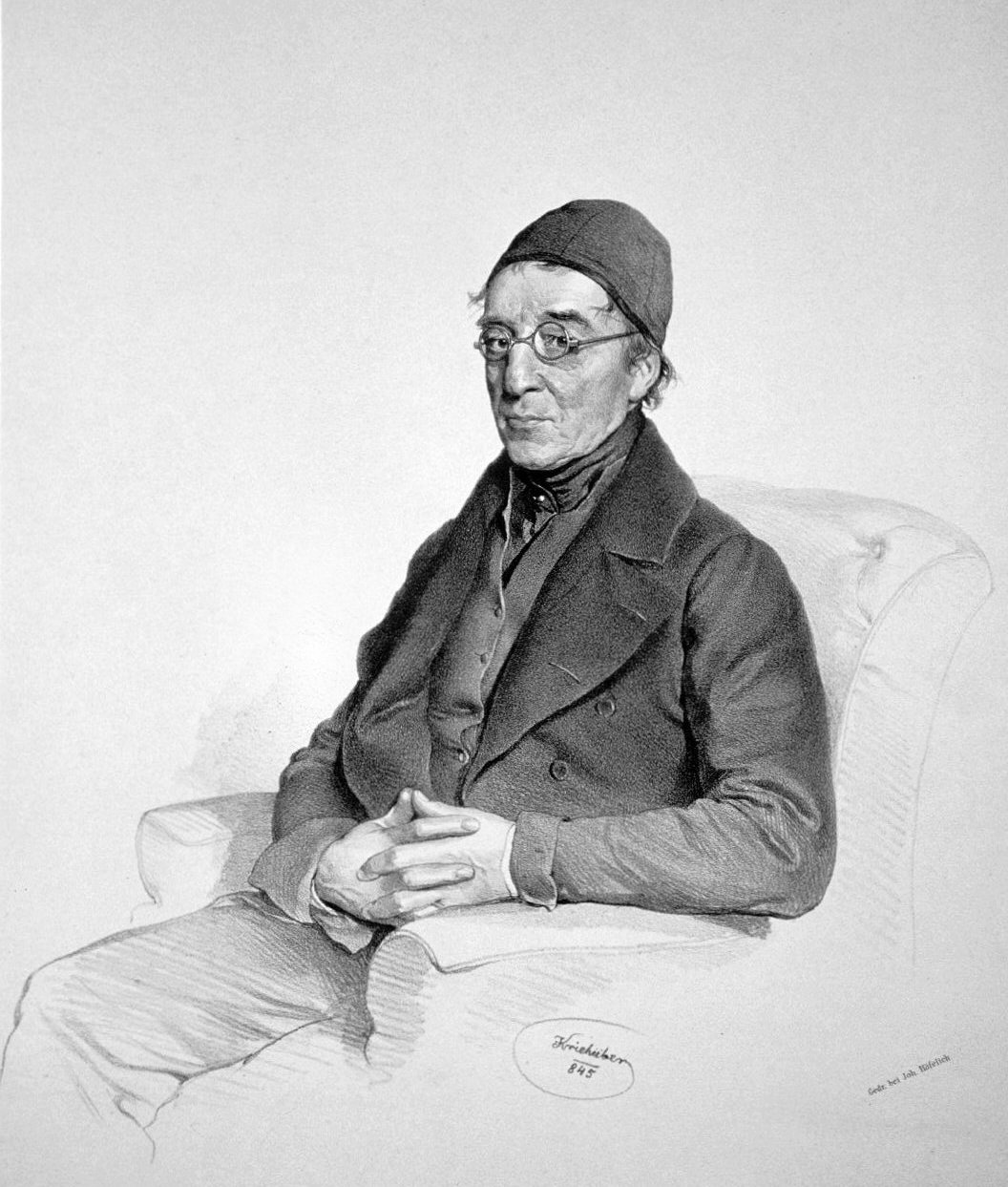
Paul Traugott Meißner, Lithographie von Josef Kriehuber, 1845

Paul Traugott Meißner (* 23. März 1778 in Mediasch, Siebenbürgen; † 9. Juli 1864 in Neuwaldegg, heute Teil des Stadtbezirks Wien-Hernals) war ein österreichischer Chemiker und Erfinder.

## Leben und Wirken
Als Sohn des früh verstorbenen Stadtchirurgen seines Geburtsortes begann Meißner 1793 eine Apothekerlehre, in der er eine große Lust zur Ausführung chemischer Operationen bekundete. Mit dem Ziel, sich ganz dem Studium der Chemie zu widmen, ging er nach Wien, wo er im Studienjahr 1797/98 die Vorträge von Joseph Franz von Jacquin besuchte – und angeregt wurde, die wissenschaftliche Laufbahn einzuschlagen. Nach einiger Zeit des Studiums an der Universität Wien unternahm Meissner eine Reise durch Deutschland, die er, in Geldnöten, größtenteils zu Fuß absolvierte. Auf dieser Wanderung kam Meißner nach Aussee in der Steiermark, wo er als Provisor in die Apotheke des k.k. Salzoberamtes eintrat. Nach zwei Jahren kehrte er auf Wunsch seines Stiefvaters nach Mediasch zurück. Auf dem Weg in die Heimat erwarb er an der Universität Pest das Diplom als Magister der Pharmacie. In Siebenbürgen angekommen, übernahm er die Leitung einer Apotheke in Kronstadt.
Nach seiner Heirat übersiedelte Meißner 1815 nach Wien, wo er 1816 – als Chemiker Autodidakt geblieben – von Kaiser Franz I. (über Antrag von Andreas Joseph Stifft) zunächst zum Adjunkten, dann zum Professor für technische Chemie des neu errichteten k.k. polytechnischen Instituts bestellt wurde.
Über die Jahre hinweg entwickelte Meißner, obwohl hoch angesehen, eigenwillige, von seinen Studenten wiederzugebende Theorien über Wärme, Licht und Elektrizität, die ihn in der einschlägig wissenschaftlichen (sowie der medizinischen) Welt außerhalb Österreichs isolierten. Im Gegensatz zu methodisch-praktischer Arbeit bevorzugte Meißner (unmethodisch) eine möglichst direkte, innige Verbindung mit der Praxis sowie die intensive Pflege theoretischer Spekulationen, die er zunehmend in den Vordergrund stellte.
Als 1838 Justus Liebig den schlechten Zustand von Österreichs Chemie und deren Lehre namentlich (wie beispielhaft) Meißner zuschrieb, besiegelte dies dessen 1843 endgültig absehbaren Rückzug aus der Lehrtätigkeit. Zwar hatte Meißner noch 1844 eine Gegenschrift zu Liebigs Artikel verfasst, jedoch am 6. Februar 1845, noch vor Ende des Studienjahres, musste er die Vorlesungstätigkeit zugunsten des 1843 am polytechnischen Institut als Professor der speziellen technischen Chemie eingesetzten Anton Schrötter übergeben – was zu tumultartigen Protesten aufseiten der Meißner huldigenden Studenten führte. In den letzten Jahren seiner Professur hatte sich Meißner für die Einrichtung einer Lehrkanzel für analytische Chemie eingesetzt: seine Initiative war von Erfolg gekrönt, als im November 1843 Josef Benedikt Freiherr von Pasqualati (1802–nach 1870) zum außerordentlichen Professor der analytischen Chemie berufen wurde.
Einen wesentlichen, bleibend anerkannten Teil von Meißners Arbeit bildeten dessen technische Erfindungen. So entwickelte er unter anderem eine nach ihm benannte Zentralheizung mit Warmluft, unternahm Versuche zur Heizung und Ventilation von Dampfschiffen wie Eisenbahnwaggons und entwickelte auch den sogenannten „Wiener Sparherd“. Meißner hatte Gelegenheit, das Wiener Allgemeine Krankenhaus, viele Militärspitäler, Teile der Wiener Hofburg sowie, 1855, des k.k. polytechnische Instituts mit seiner Luftheizung auszustatten. 1900 fand er bei der Pariser Weltausstellung Anerkennung.
Paul Traugott Meißner hatte einen Sohn, den Techniker Karl Ludwig Ritter von Meißner, und drei Töchter, von denen eine den evangelischen Superintendenten Andreas von Gunesch, eine den Mathematiker Adam Freiherr von Burg und eine den Arzt Karl Sigmund von Illanor heiratete.
Im Jahr 1910 wurde in Wien-Donaustadt (22. Bezirk) die Meißnergasse nach ihm benannt.

## Schriften, Werke
- Vorschläge zu einigen neuen Verbesserungen pharmaceutischer Operationen und dazu gehöriger Apparate, auf dem Wege der Erfahrung bearb. etc. Kupffer und Wimmer, Wien 1814.
- Die Araeometrie in ihrer Anwendung auf Chemie und Technik. Zwei Bände. Mechitaristen, Wien 1816.
  - Teil 1, Volltext online.
  - Teil 2, Volltext online.
- Handbuch der allgemeinen und technischen Chemie, zum Selbstunterricht, und zur Grundlage seiner ordentlichen und außerordentlichen Vorlesungen entworfen. Fünf Bände, zehn Abteilungen. Gerold, Wien 1819–1833.
  - Band 1: System der Chemie. Chemikalischer Apparat. Tabellarische Übersicht der unzerlegten Stoffe und ihrer Verbindungen. 1819. — Volltext online.
  - Band 2: Chemie der nicht metallischen Stoffe. 1820. — Volltext online.
  - Band 3: Chemie der Metalloide. 1821. — Volltext online.
  - Band 4.1: Chemie der säurefähigen Metalle. 1822. — Volltext online.
  - Band 4.2/3: Chemie der oxydbildenden Metalle. 1824. — Volltext online.
  - Band 5.1: Chemie der näheren Bestandtheile organischer Reste (Azotfreye organische Substanzen). 1827. — Volltext online.
  - Band 5.2: Chemie der näheren Bestandtheile organischer Reste (Azothältige organische Substanzen). 1829. — Volltext online.
  - Band 5.3: Chemie der näheren Bestandtheile organischer Reste. (Noch nicht näher untersuchte und problematische Substanzen). 1831. — Volltext online.
  - Band 5.3.1: Chemie der näheren Bestandtheile organischer Reste. (Noch nicht näher untersuchte und problematische Substanzen). 1833. — Volltext online.
- Die Heitzung mit erwärmter Luft, erfunden, systematisch bearbeitet und als das wohlfeilste, bequemste, der Gesundheit zuträglichste, und zugleich die Feuersgefahr am meisten entfernende Mittel zur Erwärmung der Gebäude aller Art. Zweite, vermehrte, erweiterte Auflage. Gerold, Wien 1823. — Volltext online.
  - Dritte, sehr vermehrte und gänzlich umgearbeitete Auflage. Gerold, Wien 1827. — Volltext online.
- System der Heilkunde, aus den allgemeinsten Naturgesetzen gefolgert. Gerold, Wien 1832.
- Chemische Aequivalenten oder Atomen-Lehre. Zum Gebrauche für Chemiker, Pharmaceuten und Techniker. Zwei Bände. Mösle, Wien 1834.
  - Band 1, Volltext online.
- Neues System der Chemie. Zum Leitfaden eines geregelten Studiums dieser Wissenschaft, nebst einem Anhange enthaltend ein alphabethisch geordnetes Repertorium der neuesten Entdeckungen und Fortschritte der Chemie. Drei Bände. Mösle (& Braumüller), Wien 1835–1838.
  - Band 1: Chemie der nicht metallischen Stoffe. 1835. — Volltext online.
  - Band 2: Chemie der metallischen Stoffe. 1836. — Volltext online.
  - Band 3: Chemie der organischen Natur. 1838. — Volltext online.
- Das System der vollständigen Lufterneuerung von Dr. F[ranz] X[aver] v. Häberl und Dr. A[nselm] Martin, verglichen mit der Heizung durch erwärmte Luft von P. T. Meissner. In: Fr. A. K.: Heizung und Lueftung. Ueber Haeberl’s Lufterneuerung und Meissner’s Heizung mit erwärmter Luft. Verlagsbuero, Leipzig 1847, S. 59–119. — Volltext online.
- Des alten Schulmeisters Glossen über die neuen Verfassungs-Experimente. Letzte Epistel an seine ehmaligen Schüler. Tendler, Wien 1848. — Volltext online.
- Ueber Erwärmung und Ventilation der Eisenbahn-Wägen und anderer ambulanter abgeschlossener Räume, als da sind: Dampf- und Segelschiffe etc. In: Amédée Demarteau (Red.): Zeitschrift des österreichischen Ingenieur-Vereines. Heft 13.1850 (II. Jahrgang), ZDB-ID 2534635-0. Seidel, Wien 1850, S. 97 f. — Text online (PDF; 2,4 MB).
- Instruction über die Behandlung meines Heiz- und Ventilations-Apparates in den Eisenbahnwagen der ambulanten Postbureau’s. In: Amédée Demarteau (Red.): Zeitschrift des österreichischen Ingenieur-Vereines. Heft 17.1850 (II. Jahrgang), ZDB-ID 2534635-0. Darin: Notizen- und Intelligenzblatt des österreichischen Ingenieur-Vereines. Heft 9.1850. Seidel, Wien 1850, S. 58. — Text online (PDF; 2,9 MB).
- Ueber Erwärmung und Ventilation der Eisenbahn-Wägen und anderer ambulanter abgeschlossener Räume, als da sind: Dampf- und Segelschiffe etc. nach Prof. Meißner’s Sistem. In: Eduard Schmidl (Red.): Zeitschrift des österreichischen Ingenieur-Vereines. Hefte 17/18.1852 (IV. Jahrgang), ZDB-ID 2534635-0. Seidel, Wien 1852, S. 178–194. — Text online (PDF; 3,0 MB).
- Die Ventilation und Erwärmung der Kinderstube und des Krankenzimmers, mit Berücksichtigung der Feuerwirthschaft bei kleinen Haushaltungen und dem Sparherde. Der mütterlichen Liebe gewidmet. Förster, Wien 1852. — Volltext online.
- Engelbert Matzenauer, —: Urzeugung (Generatio aequivoca) durch Condensirung elektrischer Auflösungen aus Professor Paul T. Meissner’s Wärmelehre. Selbstverlag (Czernak in Kommission), Wien 1865. — Volltext online.